# Fredrik Petersen
Fredrik Petersen, švedski rokometaš, * 27. avgust 1983.
Z švedsko rokometno reprezentanco se je udeležil svetovnega prvenstva v rokometu leta 2011. Leta 2012 je z reprezentanco osvojil naslov olimpijskega podprvaka.